# Sociedade de Evangelização Chinesa
A Sociedade de Evangelização Chinesa (em Chinês: 中國 傳教 會) foi uma das primeiras sociedades missionárias protestantes britânicas que esteve envolvida no envio de missionários para a China  durante o final da Dinastia Qing. Foi fundada pelo clérigo luterano prussiano Karl Gützlaff. Hudson Taylor foi o primeiro missionário a ser enviado ao exterior em 1853. A sociedade foi desfeita em 1865.